# Stout Scarab

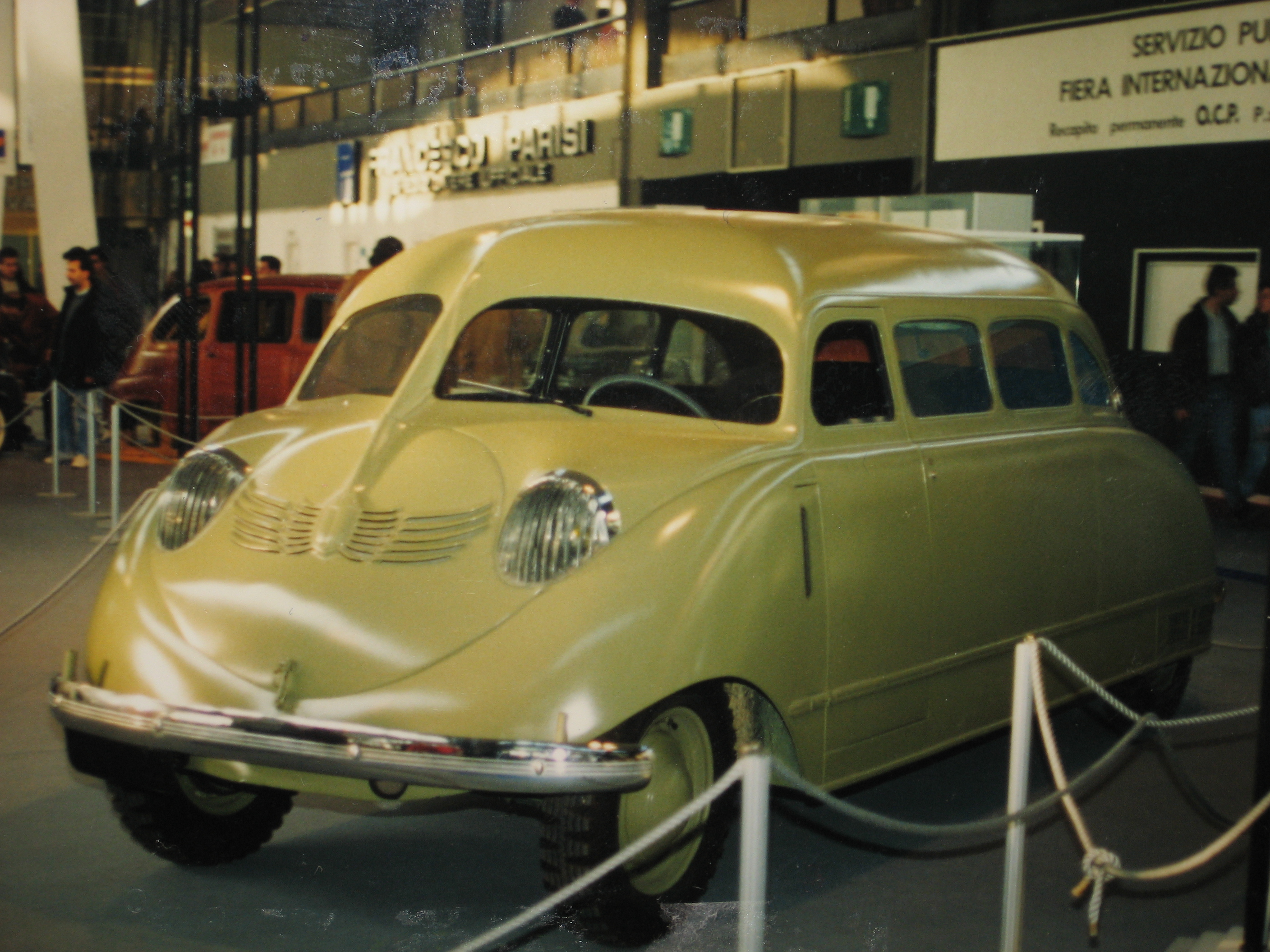
Scarab, ausgestellt in Genua

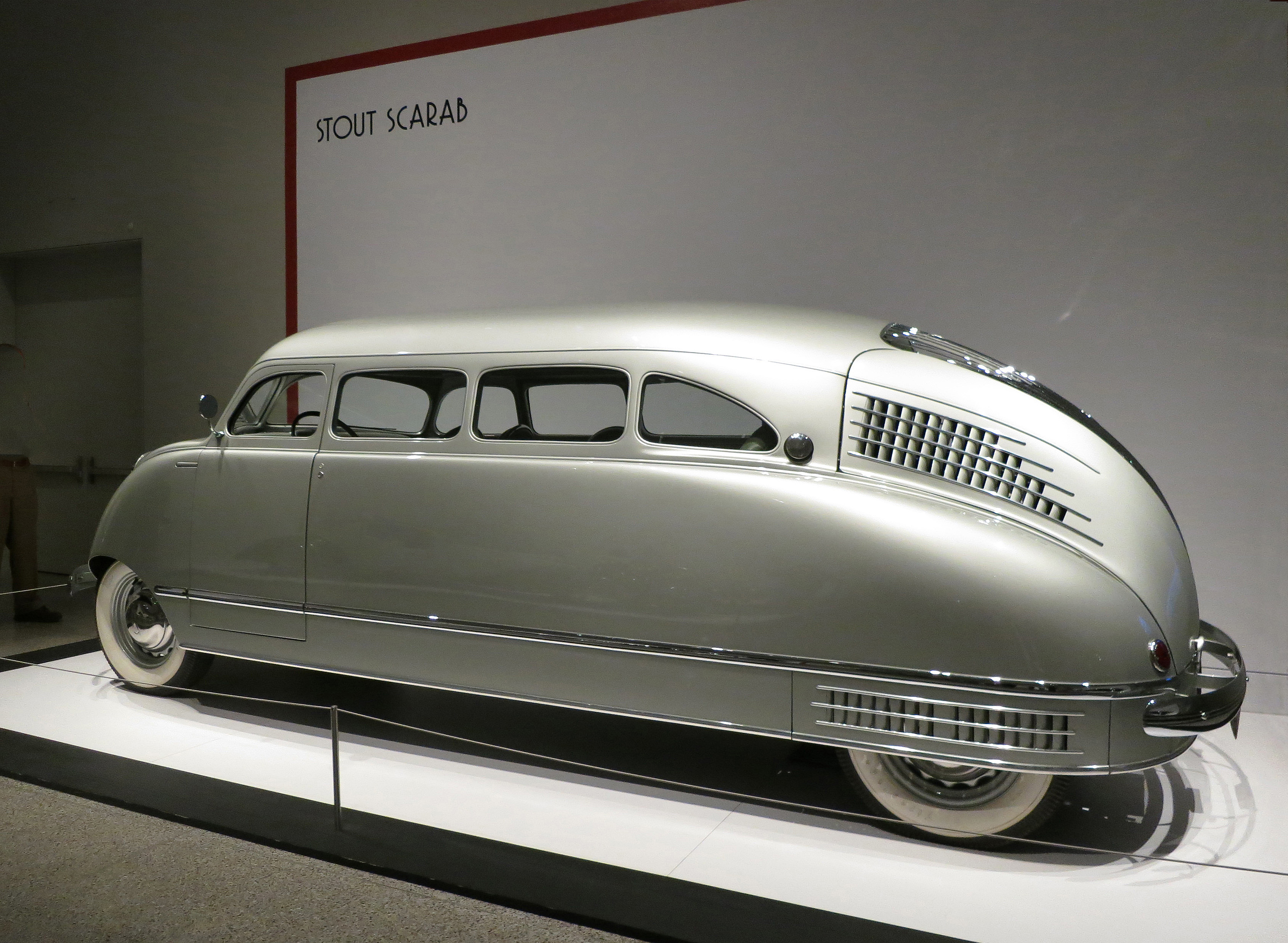
Scarab im Houston Fine Arts Museum

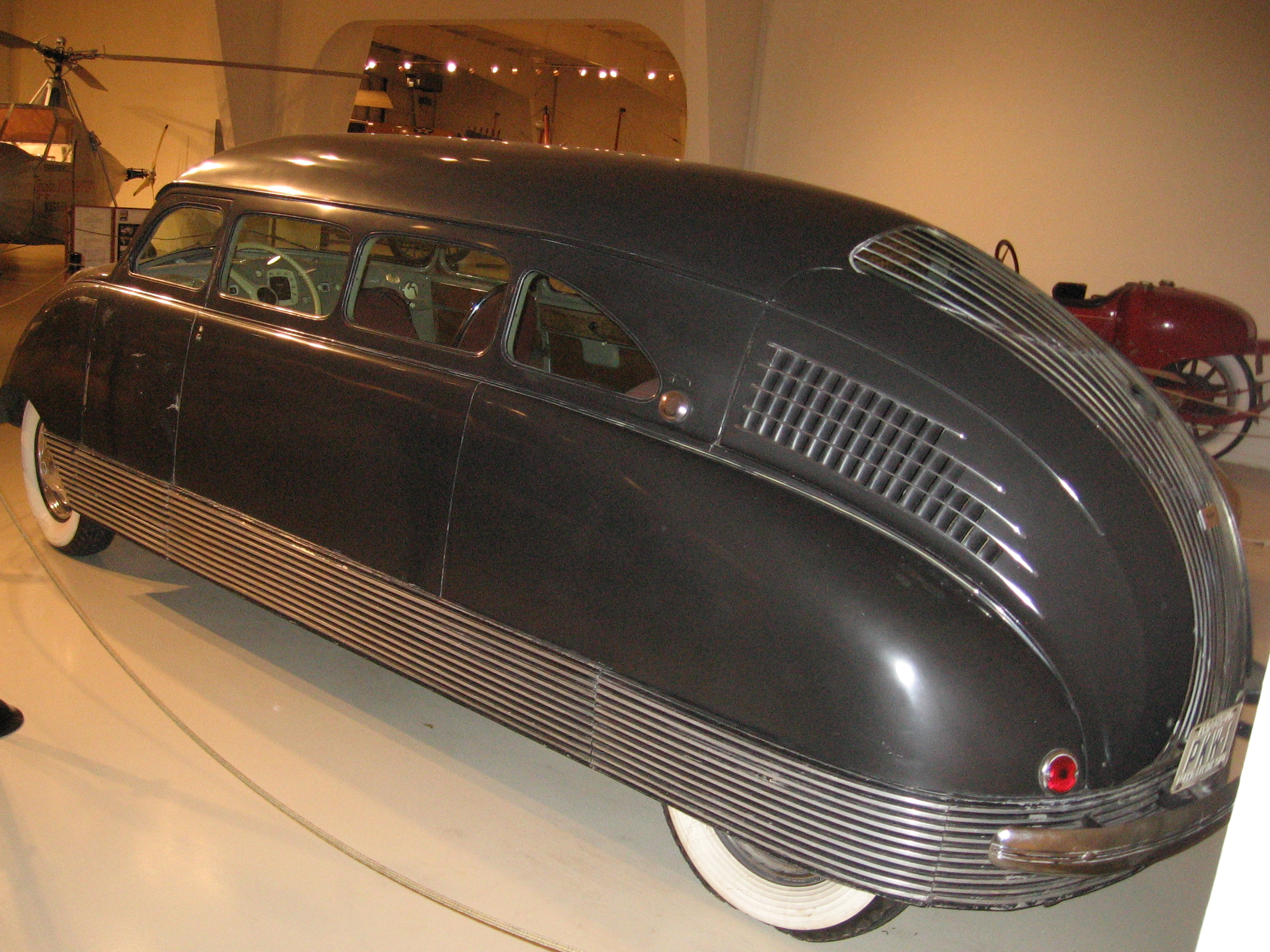
Scarab von 1935 im Owls Head Transportation Museum (Owls Head, Maine)

Der Stout Scarab ist ein Automobil aus den 1930er Jahren. Der Prototyp wurde von William Bushnell Stout entworfen und von den Stout Engineering Laboratories sowie später von der Stout Motor Car Company aus Detroit, Michigan, in geringer Stückzahl hergestellt und als Stout vermarktet.
Der Stout Scarab wird gelegentlich als der weltweit erste Serien-Minivan bezeichnet. Ein 1946 gebauter experimenteller Prototyp des Scarab war das erste Auto mit Karosserie aus glasfaserverstärktem Kunststoff und Luftfederung.

## Hintergrund
William B. Stout war Auto- und Luftfahrtingenieur und Journalist. Zeitweise war er Präsident der Society of Automotive Engineers (SAE). In dieser Zeit begegnete er auf einer großen New Yorker Automobilausstellung Buckminster Fuller, der den „Dymaxion“ entworfen hatte, und schrieb einen Artikel über dieses Auto für die Mitgliederzeitung der SAE.
Die Serienautos dieser Zeit hatten gewöhnlich ein separates Chassis und eine Karosserie mit langer Motorhaube. Der Motor saß längs hinter der Vorderachse vor dem Fahrgastraum und trieb die Hinterachse über eine Kardanwelle unter dem Boden des Fahrzeugs an. Diese Auslegung funktionierte gut, schränkte aber den Fahrgastraum ein.
Stout ließ beim Scarab („Skarabäus“) Chassis und Kardanwelle weg. Um dem Innenraum einen niedrigen, flachen Boden zu geben, verwendete er einen Fachwerkrahmen und einen Ford-V8-Motor im Heck. Stouts Vorstellung war ein Büro auf Rädern. Der Designer John Tjaarda entwarf die Karosserie des Scarab im Stil eines Aluminium-Flugzeugrumpfs. Durch leichte Materialien erreichte Stout eine Fahrzeugmasse von unter 1400 kg.
Die kurze, stromlinienförmige Nase und der sich nach hinten verjüngende Aufbau nahmen das „One-Box-Design“ moderner Minivans vorweg. Die Sitze der zweiten Sitzreihe ließen sich nach hinten drehen und es gab abnehmbare Tische.
Die Form des Stout Scarab war zu ihrer Zeit ungewöhnlich. Jahrzehnte später wurde sein futuristisches Design und seine geschwungene Nase als Art-déco-Ikone angesehen.

## Innovationen
Die Pontonkarosserie ohne Trittbretter und ausgestellte Kotflügel und der lange Radstand des Scarab ermöglichten einen großen Innenraum. Der Fahrerplatz konnte wegen des Heckmotors nach vorne rücken und das Lenkrad lag fast direkt über den Vorderrädern. Die Fahrertür war links und Passagiere stiegen durch eine zurückversetzte Tür auf der rechten Seite ein. Außer dem festen Fahrersitz konnte das Sitzsystem flexibel umkonfiguriert werden. Bei Bedarf ließ sich ein kleiner Kartentisch anbringen. Der Innenraum war mit Leder, verchromtem Blech und Holz verkleidet. Die Sicht nach vorne und zur Seite war gut wie in einem Aussichtswagen, nach hinten war sie schlecht und es gab keine Rückspiegel.
Neuartig war auch das Fahrwerk des Wagens. Als nahezu alle anderen Fahrzeuge starre Achsen an Blattfedern hatten, war der Scarab mit Einzelradaufhängung, Schraubenfedern und hydraulischen Stoßdämpfern an allen vier Rädern ausgestattet. Die Hecklastigkeit sorgte für gute Traktion. Die hintere Pendelachse mit langen Feder-Dämpfer-Einheiten war von Flugzeugfahrwerken inspiriert.

Der Ford-V8 trieb die Hinterräder über ein von Stout gebautes Dreiganggetriebe an. Er saß direkt über der Hinterachse, mit der Schwungradseite nach vorne. Das Getriebe war davor montiert und übertrug die Kraft über eine nach hinten gerichtete Welle auf den Achsantrieb. Dieses ungewöhnliche Layout gab es später auch im Lamborghini Countach.
Das Fahrzeug wurde im Jahre 1934 zum Patent angemeldet, kurz darauf folgten Patente zum Federbein der Einzelradaufhängung sowie zur Anordnung des Motors.

## Produktion

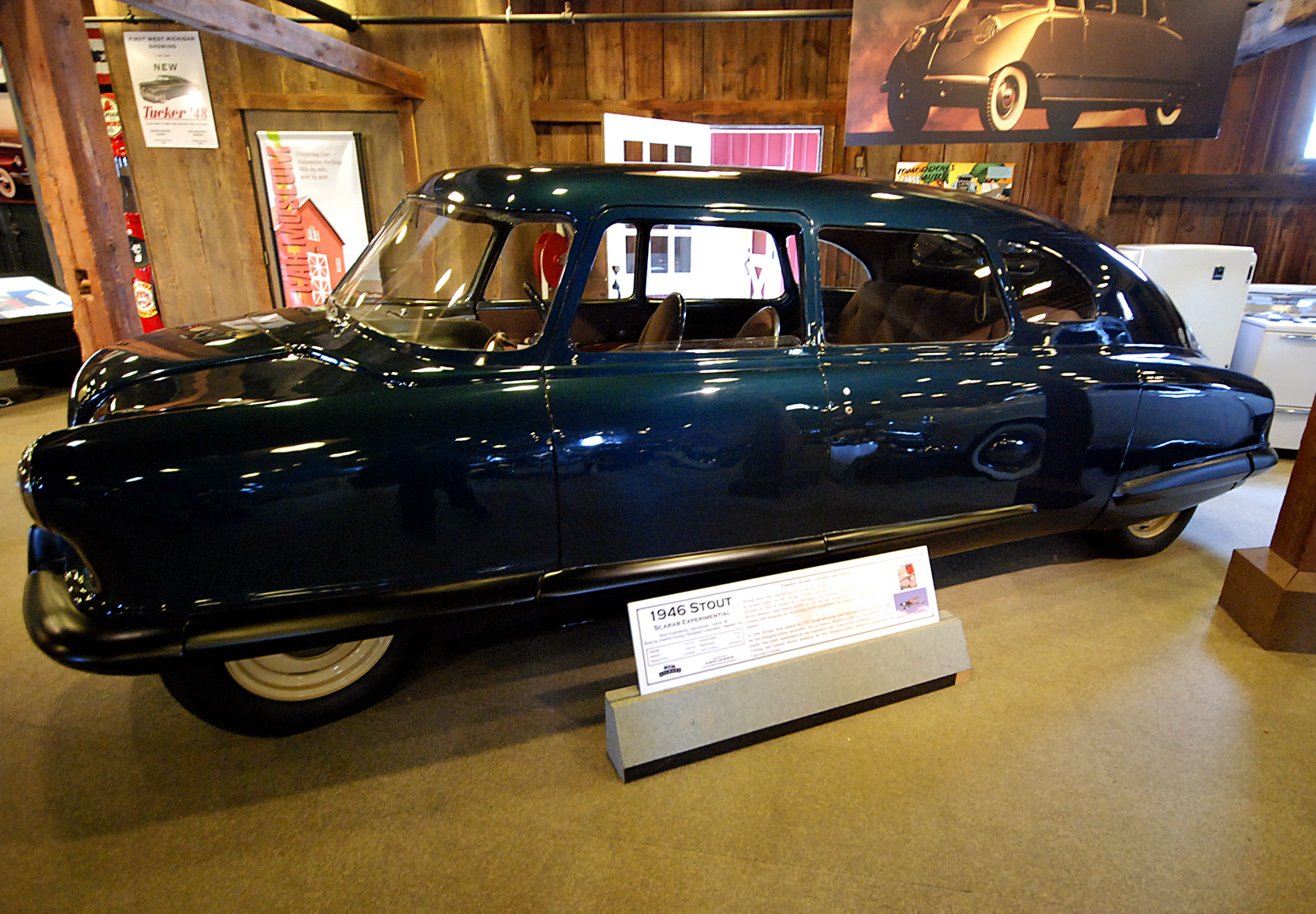
Stout Scarab Experimental (1946)

Ein fahrbarer Prototyp des Scarab wurde 1932 fertiggestellt. Einige Teile des Fachwerkrahmens waren aus Stahl, die Außenhaut bestand aus Aluminium. Ein zweiter, leicht veränderter Prototyp wurde 1935 fertiggestellt. Vor die Scheinwerfer wurden Gitter aus feinen, senkrechten Stäben gesetzt und das Heck schmückten schmale Chromleisten, die vom Heckfenster bis zum Stoßfänger reichten. Die Karosserie war aus Stahl, um die Kosten zu verringern.
Stout erklärte, dass das Auto in limitierter Stückzahl hergestellt und auf Anfrage verkauft werde. Bis zu hundert Stück pro Jahr sollten in einer kleinen Fabrik in Dearborn gebaut werden. Über den Scarab wurde viel in der Presse berichtet, aber mit 5.000 US-Dollar war er viel zu teuer. Ein luxuriöser und ultramoderner Chrysler Imperial Airflow kostete nur 1.345 US-Dollar. Es wird angenommen, dass neun Scarabs gebaut wurden. Da die Fahrzeuge einzeln handgefertigt wurden, waren keine zwei Scarabs gleich.
Gleich nach dem Zweiten Weltkrieg baute Stout einen weiteren Prototyp, genannt Stout Scarab Experimental. Er wurde 1946 ausgestellt und sah etwas konventioneller aus. Auch er war mit einem Heckmotor ausgestattet und hatte die erste voll funktionsfähige Luftfederung, die 1933 von Firestone entwickelt worden war. Seine Karosserie mit zwei Türen und Panoramawindschutzscheibe war die erste aus glasfaserverstärktem Kunststoff. Es blieb bei diesem Einzelstück.
Stout besaß seinen eigenen Scarab, mit dem er bei Reisen in den Vereinigten Staaten über 250.000 Meilen fuhr.
Bis zu fünf Scarabs sollen die Zeit überdauert haben. Ein fahrbereiter Scarab von 1935 war viele Jahre im Owls Head Transportation Museum in Maine ausgestellt, wurde jedoch an den Leihgeber, das Detroit Historical Museum, zurückgegeben. Das Fahrzeug des Museums wurde dort bis August 2016 ausgestellt und war von 2019 bis mindestens 2021 im Studebaker National Museum in South Bend zu sehen.